# Efterskalv (film)

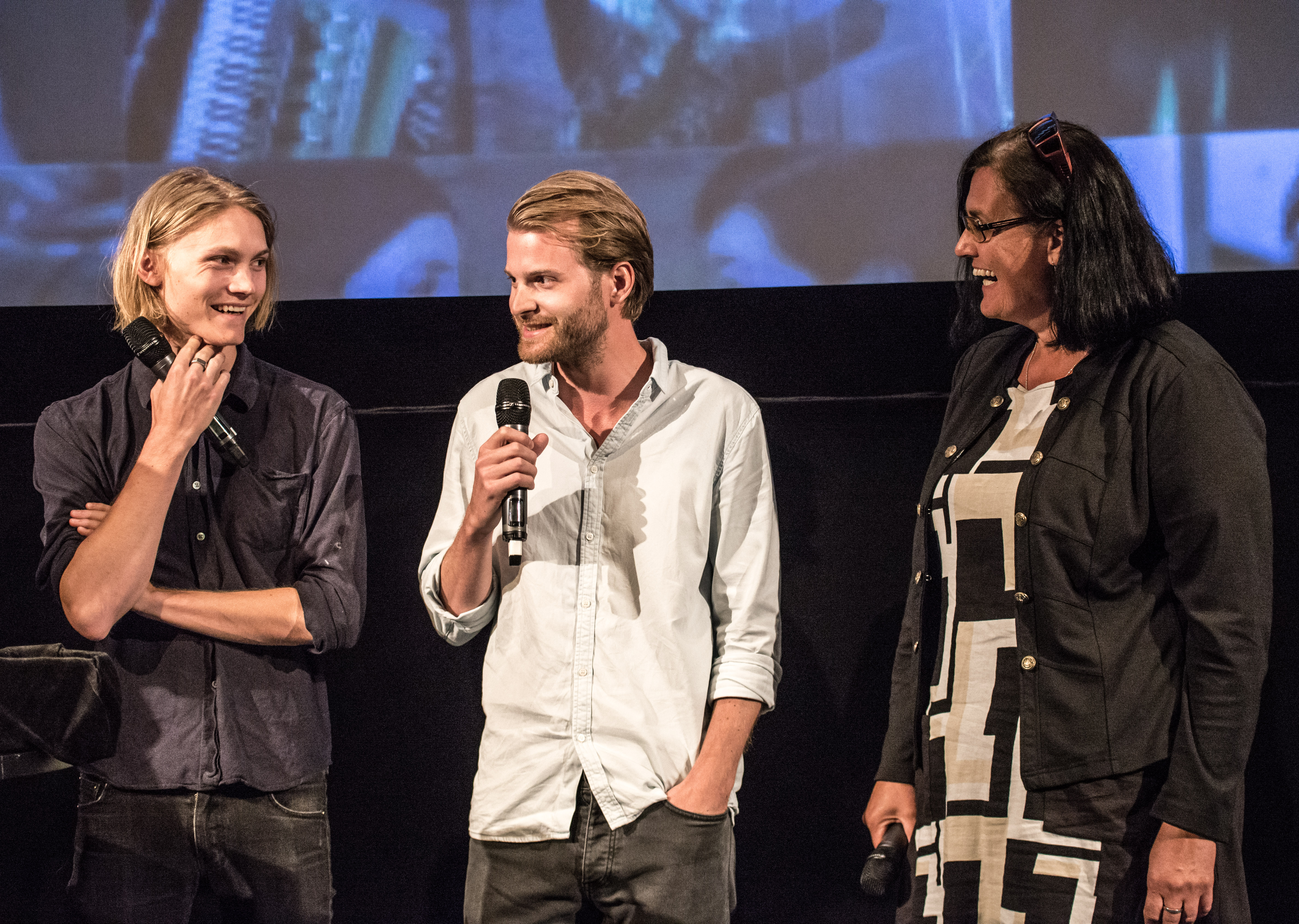
Filmen "Efterskalv" presenteras i Filmhuset i Stockholm 2015. Från vänster: Ulrik Munther, regissören Magnus von Horn och producenten Madeleine Ekman.

Efterskalv är en svensk film i regi av Magnus von Horn, med Ulrik Munther i huvudrollen. När John kommer hem till sin far efter att ha avtjänat tid i fängelse, ser han fram emot att börja sitt liv på nytt, men i det lokala samhället är hans brott varken glömt eller förlåtet.
Filmen är regissörens långfilmsdebut och Munthers skådespelardebut. Under Cannesfestivalen 2015 var den Sveriges enda långfilm. Vid Guldbaggegalan 2016 vann Efterskalv tre guldbaggar – Bästa film, Bästa regi och Bästa manliga biroll (Mats Blomgren).

## Medverkande
- Ulrik Munther – John
- Mats Blomgren – Martin
- Wiesław Komasa – Bosse
- Alexander Nordgren – Filip
- Loa Ek – Malin
- Ellen Jelinek – Bea
- Inger Nilsson – rektorn
- Oliver Heilmann – Kim
- Felix Göransson – Korv-Hampus
- Sven Ahlström – Kims far
- Rasmus Lindgren – Robert
- Jan Erik Olsson – Erik
- Cecilia Wilhelmsson – gymnastikläraren
- Pia Edlund – Sickan
- Stefan Cronwall – grannen

## Tillkomst
Magnus von Horn fick idén till filmen medan han gjorde efterforskningar inför sin kortfilm Utan snö, som också handlar om tonåringar som begår mord. Han fastnade för ett fall där en tonårspojke hade mördat sin flickvän och i förhöret verkade oförmögen att förstå hur han hade kunnat begå sin gärning. Efterskalv producerades av Zentropa International Sweden och polska Lava Films. Den samproducerades med Film i Väst och franska Cinema Defacto. Den fick fem miljoner kronor i produktionsstöd från Svenska filminstitutet samt pengar från Europarådets filmfond Eurimages. Inspelningen började 24 mars 2014.